# Giuseppe Bruno (matemàtic)
Giuseppe Bruno (1828-1893) va ser un matemàtic italià especialitzat en geometria.

## Vida i Obra
Era de família molt humil, però va aconseguir ajut financer per estudiar a la universitat de Torí on es va graduar en filosofia el 1846. Durant els anys següents fa de professor de secundària, mentre es gradua en enginyeria i obté el doctorat en matemàtiques els anys 1850 i 1851 respectivament.
El 1852 és nomenat professor substitut de la universitat de Tori, i en els anys següents compagina la docència privada i secundària amb la universitària. El 1862 és nomenat professor titular de geometria de la universitat, de la que arribarà a ser degà de la facultat de ciències el 1881.
Bruno va escriure vint-i-un articles, tots ells sobre geometria excepte dos. Però pel que va ser més conegut va ser per la seva docència. Entre els seus alumnes es compten Giuseppe Peano, Corrado Segre i Mario Pieri.